# Dávidvágása
Dávidvágása (szlovákul: Davidov) község Szlovákiában, az Eperjesi kerület Varannói járásában.

## Fekvése
Varannótól 9 km-re dél-délnyugatra, a 79-es úttól 4 km-re nyugatra található.

## Története
Zsigmond király 1410-ben kibocsátott oklevele említi először, melyből kiderül, hogy a település 1327-óta a Nekcseyek birtoka. A község nevét is első birtokosáról kapta, neve alapján irtványtelepülés volt. Csicsva várának uradalmához tartozott. Nagy Lajos király, Erzsébet királyné és Mária királynénak tett szolgálataiért Zsigmond 1410-ben – 52 más faluval együtt – a Rozgonyiaknak adta. A Rozgonyiak után a Czudar és 1438-tól – a varannói uradalom részeként – a Sóvári Soós család birtoka. Később 1490-től a Tarczay, majd 1493-tól a Marót nembeli Csire családé. A 16. században a községet ruszinokkal telepítették be. III. Ferdinánd király szolgálataikért Pintér Antalnak és Mártonnak adta. 1715-ben a Rákócziak szerencsi uradalmának része, később Szirmay Tamás szerezte meg, akit birtokosként az Almásy család követett.
A 18. század végén Vályi András így ír róla: „DÁVIDVÁGÁS. Dávidov. Elegyes falu Zemplén Vármegyében, birtokosai több Urak, lakosai katolikusok, és reformátusok, fekszik Szatsurhoz nem meszsze, határja három nyomásbéli, és ha trágyáztatik, közép termékenységű, réttyei meglehetősek, legelője elég, mind a’ kétféle fája van, malma helyben, itatója alkalmatos, vagyonnyait eladhattya Varannón, és Kassán, makkja elég, só alatt is fuharozhat, és kapával kereshetnek, második Osztálybéli.”
Fényes Elek 1851-ben kiadott geográfiai szótárában így ír a faluról: „Dávidvágás, orosz falu, Zemplén vmegyében, a Bánszka hegyek alatt, ut. p. Szinnye. Határa 3000 h., mellyből a 18 telkes és 5 zsellér földben van 460 hold szántó, 180 h. rét; majorsági föld 50 hold, a többi cserjés bokros erdőség. Földje minthogy a hegyek nyugoti oldalán terjed, elég sovány, de szorgalom mellett megtermi a gabona minden nemét. A lakosok különösen szép ökröket nevelnek. Lakja pedig 30 római, 530 görög kath., 20 zsidó, óhitü paroch., és kőtemplommal. Patakja egy malmot hajt egy kerékre. Birják a helységet ugyanazok, kik Bánszkát.”
1890-ben a Hadik-Barkóczy család szerezte meg.
Borovszky Samu monográfiasorozatának Zemplén vármegyét tárgyaló része szerint: „Dávidvágás, tót kisközség, melynek lakosai görök katholikusok. Házainak száma 111, lakosaié 539. E község 1402-ben Rozgonyi László birtoka, de 1438-ban a Soós családnak is van benne része. 1458-ban a hűtlenségbe esett Sóvári Soósok részeit a Czudar és a Rozgonyi családok kapják. 1493-ban Tárczay Jánost iktatják egyes részeibe, de vele együtt a Kapi és az Álmosdi Csire család is földesúr itt. 1585-ben a varannai uradalom tartozéka és az 1598-iki összeíráskor Báthory István, Rákóczy Ferencz, Soós István és Soós Imre özvegye szerepelnek uraiként. Utánuk Báncsy Miklós és Csáky Lőrincz következnek, azután a gróf Barkóczy, Almássy, Bernáth, Kéry, Zombory, Szirmay, Vladár és Bekkers családok. Most nincs nagyobb birtokosa. 1663-ban a pestis itt is fellépett. A falubeli gör.-kath. templom 1780 körül épült. Dávidvágás tájékára helyezi Csánki az elpusztult, de a XV. században szerepelt Szentgyörgy községet, mely az Álmosdi Csire család birtoka volt. A falu postája és távírója Szacsúr, vasúti állomása pedig Varannó.”
1920 előtt Zemplén vármegye Varannói járásához tartozott.

## Népessége
| Év:            | 1994. | 2004.   | 2014.   | 2024.   |
| -------------- | ----- | ------- | ------- | ------- |
| Emberek száma: | 873   | 844     | 798     | 767     |
| Eltérés:       |       | -3,32 % | -5,45 % | -3,88 % |

| Év:            | 2023. | 2024.   |
| -------------- | ----- | ------- |
| Emberek száma: | 774   | 767     |
| Eltérés:       |       | -0,90 % |

1910-ben 554, többségben ruszin lakosa volt, jelentős szlovák kisebbséggel.
2001-ben 866 lakosából 863 szlovák volt.
2011-ben 794 lakosából 784 szlovák volt.

## Nevezetességei
- Görögkatolikus temploma 1780-ban épült.